# Marujita Díaz
Marujita Díaz, właśc. María del Dulce Nombre Díaz Ruiz (ur. 27 kwietnia 1932 w Sewilli, zm. 23 czerwca 2015 w Madrycie) – hiszpańska aktorka i piosenkarka.

## Życiorys
Urodziła się w dzielnicy Triana w Sewilli jako najmłodsza z rodzeństwa. Jej rodzicami byli Emilio Díaz Navas i Rafaela Ruiz Melgarejo.
W wieku 6 lat zadebiutowała w teatrze dla dzieci, a w 1948 z pomocą Tony'ego Leblanca w filmie La cigarra. Z czasem stała się jedną z najbardziej popularnych aktorek komediowych w kraju. Wniosła ogromny wkład w neorealizm włoski. W latach 60. w dużej mierze poświęciła się muzyce. Występowała w rewiach oraz zarzuelach.
W 1958 reprezentowała Hiszpanię na Hiszpańskim Festiwalu Filmowym w Ameryce, który odbył się w Caracas. W 1961 na Krajowym Festiwalu Filmowym za rolę w filmie Pelusa zdobyła nagrodę dla najlepszej aktorki. W tym samym roku reprezentowała kraj na Międzynarodowym Festiwalu Vina del Mar.
W latach 1988–1996 współprowadziła program Directamente Encarna w radiu COPE.
W 2005 zdiagnozowano u niej raka jelita grubego.

## Filmografia (wybrana)
- Andalousie (1951)
- Surcos (1951)
- La corista (1960)
- Canción de arrabal (1961)
- El noveno mandamiento (1963)
- La pérgola de las flores (1965)
- Las amantes del diablo (1971)
- La Boda o la vida (1974)
- Deseo carnal (1978)
- La reina de la Isla de las Perlas (1980) – matka Clélii
- Tesoro (1998)